# John Oliver-show az elmúlt hét híreiről
A John Oliver-show az elmúlt hét híreiről (angolul: Last Week Tonight with John Oliver) amerikai éjszakai talk show, amely minden héten vasárnap 23:00-kor kerül adásba az amerikai HBO adón. A részenként félórás műsor 2014. április 27-én mutatkozott be, műsorvezetője John Oliver humorista, aki korábban a The Daily Show munkatársa volt. A két show hasonlít egymásra témájukban, mindkettő szatirikusan kezeli a híreket, politikát, aktuális eseményeket.
Magyarországon a részeket az HBO 3 tűzi műsorra öt nappal később, péntekenként 20:00-kor magyar felirattal.
Oliver szerződése az HBO-val legalább két évre szól. A humorista nyilatkozata szerint teljes kreatív szabadságot kapott, amelyhez hozzátartozik a vállalatok szabad kritizálása is, mivel az HBO bevételi modellje reklámmentes, előfizetés alapú. Oiver és Michael Lombardo, az HBO programmingigazgatója beszéltek annak lehetőségéről, hogy a műsor félről egyórásra bővüljön és heti többször kerüljön adásba, amint Oliver „belejött.”

## Gyártás
Oliver az előkészületeiről így nyilatkozott a The Wire-nek: „[…] alapvetően mindent meg kell néznem. Csak Fareed Zakaria műsorát nézem kedvtelésből vasárnaponként. […] Azt meg a 60 Minutest nézem kedvtelésből, vagy talán még a Frontline-t. […] Van egy mindig bekapcsolt tévé az irodámban, amelyiken a CNN, Fox, MSNBC, Bloomberg, CNBC, Al Jazeera közt kapcsolgatok. […] Egy dologgal a fejemben nézem őket, hogy lássam, mikor van egy sztori rosszul elmondva.”
Egy másik interjúban elárulta, hogy aggasztja a régi hírekkel való foglalkozás: „Ha valami történik hétfőn, akkor valószínűleg mire hozzánk ér lerágott csont lesz – feltehetőleg nincs sok értelme foglalkoznunk vele. […] Úgy vélem jobban fognak minket érdekelni olyan dolgok, amelyek kimaradtak a szórásból. […] A mi műsorunk talán nemzetközibb híranyaggal fog dolgozni.”
Tim Carvell, a John Oliver-show executive producere egy interjúban beszélt arról, milyen kihívást jelent, hogy a műsorban Oliver beszél fél órán keresztül reklámszünetek nélkül: „Olyan szerkezeti változtatásokra van szükség, amely óhatatlanul is eltávolítják a The Daily Show-tól. […] Hamar rájöttünk, hogy nem feltétlenül akar az ember valakit fél óráig egyfolytában hallgatni – még az elbűvölő Johnt sem – így beillesztettük ezeket az előre elkészített humoros kis elemeket, amelyek a reklámszünetek szerepét veszik át, így kiszabadulunk a stúdióból, John hangjától, és kicsit megtörjük a műsort.” Carvell azt is elmondta, hogy az HBO szabad kezet adott nekik a vendégek kiválasztásában, és azt tanácsolták, ne érezzék kötelességüknek a celebek szerepeltetését.
Amikor Olivert a The Daily Show-hoz hasonló „tudósítókról” kérdezték egy interjúban, azt felelte: „nem híradó-paródia leszünk, így nem lesznek álújságírók sem.”

## Epizódok
| # | Premier                                   | Nézettség    |
| --- | ----------------------------------------- | ------------ |
| 1. | 2014. április 27. 2014. május 2.          | 1,11 millió  |
| - Szegmensek: 2014-es indiai választások, POM Wonderful LLC v. Coca-Cola Co. - Vendég: Keith B. Alexander                                                                                     |                                           |              |
| 2. | 2014. május 4. 2014. május 9.             | 1,19 millió  |
| - Szegmensek: halálbüntetés, Hassanal Bolkiah brunei szultán |                                           |              |
| 3. | 2014. május 11. 2014. május 16.           | 1,01 millió  |
| - Szegmensek: 2014-es kentuckyi szenátusi választás, közvélemény a globális felmelegedésről - Vendég: Bill Nye                                                                                |                                           |              |
| 4. | 2014. május 18. 2014. május 23.           | 1,03 millió  |
| - Szegmensek: General Motors-botrány, felejtés joga - Vendég: Fareed Zakaria |                                           |              |
| 5. | 2014. június 1. 2014. június 6.           | 985 ezer     |
| - Szegmensek: netsemlegesség az Amerikai Egyesült Államokban, 87. Scripps National Spelling Bee                                                                                               |                                           |              |
| 6. | 2014. június 8. 2014. június 13.          | 952 ezer     |
| - Szegmensek: Nemzetközi Labdarúgó-szövetség, Bassár el-Aszad - Vendég: Right Said Fred |                                           |              |
| 7. | 2014. június 15. 2014. június 20.         | 905 ezer     |
| - Szegmensek: Washington Redskins-név-botrány, bevándorlási reform az Amerikai Egyesült Államokban - Vendég: Stephen Hawking                                                                  |                                           |              |
| 8. | 2014. június 22. 2014. június 27.         | 890 ezer     |
| - Szegmensek: monarchiák, Mehmet Oz 2014. júniusi szenátusi meghallgatása és az étrend-kiegészítők - Vendég: Steve Buscemi                                                                    |                                           |              |
| 9. | 2014. június 29. 2014. július 4.          | 847 ezer     |
| - Szegmensek: Burwell v. Hobby Lobby, LMBT jogok Ugandában - Vendég: Pepe Julian Onziema |                                           |              |
| 10. | 2014. július 13. 2014. július 18.         | kb. 840 ezer |
| - Szegmensek: jövedelem- és vagyonegyenlőtlenség az Amerikai Egyesült Államokban, a CIA arculata                                                                                              |                                           |              |
| 11. | 2014. július 20. 2014. július 25.         | 922 ezer     |
| - Szegmensek: börtönbüntetés az Amerikai Egyesült Államokban |                                           |              |
| 12. | 2014. július 27. 2014. augusztus 1.       | 1,00 millió  |
| - Szegmensek: az Amerikai Egyesült Államok nukleáris fegyverei, Oroszország elveszett kommunikációja az űrbe küldött párosodó gekkókkal                                                       |                                           |              |
| 13. | 2014. augusztus 3. 2014. augusztus 8.     | 964 ezer     |
| - Szegmensek: argentin államadósság, natív hirdetések |                                           |              |
| 14. | 2014. augusztus 10. 2014. augusztus 15.   | 940 ezer     |
| - Szegmensek: uzsorás kölcsönök az Amerikai Egyesült Államokban, orosz behozatali embargó az amerikai csirkén és szóján - Vendég: Sarah Silverman                                             |                                           |              |
| 15. | 2014. augusztus 17. 2014. augusztus 22.   | 1,03 millió  |
| - Szegmensek: Michael Brown lelövése és a fergusoni rendőrség militarizációja, fizetésbeli egyenlőtlenség nők és férfiak közt                                                                 |                                           |              |
| 16. | 2014. szeptember 7. 2014. szeptember 12.  |              |
| - Szegmensek: diákhitel, gyászbeszéd az orosz gekkókhoz - Vendég: A Great Big World |                                           |              |
| 17. | 2014. szeptember 14. 2014. szeptember 19. | kb. 700 ezer |
| - Szegmensek: 2014-es népszavazás Skócia függetlenségéről, cégek nem megfelelő Twitter-használata                                                                                             |                                           |              |
| 18. | 2014. szeptember 21. 2014. szeptember 26. | 825 ezer     |
| - Szegmensek: az Amerikai Egyesült Államok embargója Kuba ellen, Miss America - Vendég: Kathy Griffin                                                                                         |                                           |              |
| 19. | 2014. szeptember 28. 2014. október 3.     | 710 ezer     |
| - Szegmensek: drónok, Kansas költségvetési hiánya |                                           |              |
| 20. | 2014. október 5. 2014. október 10.        | kb. 660 ezer |
| - Szegmensek: 2022-es téli olimpiai játékok, készpénzlefoglalás magánszemélyektől - Vendég: Jeff Goldblum                                                                                     |                                           |              |
| 21. | 2014. október 19. 2014. október 24.       |              |
| - Szegmensek: különleges letelepedési vízum az amerikai hadsereget segítő tolmácsoknak, kamerák kitiltása az Amerikai Egyesült Államok Legfelsőbb Bírósága üléseiről - Vendég: Mohammad Usafi |                                           |              |
| 22. | 2014. október 26. 2014. október 31.       | 758 ezer     |
| - Szegmensek: amerikai cukoripar, Doug Ford, Jr. - Vendég: Jane Goodall |                                           |              |
| 23. | 2014. november 2. 2014. november 7.       | kb. 600 ezer |
| - Szegmensek: állami törvényhozás a 2014-es amerikai választásokon és az American Legislative Exchange Council - Vendég: Nick Offerman, H. Jon Benjamin és Sarah Baker                        |                                           |              |
| 24. | 2014. november 9. 2014. november 14.      | 796 ezer     |
| - Szegmensek: lottó |                                           |              |